# Naftali Bennett
Naftali Bennett (hebraisk: נַפְתָּלִי בֶּנֶט, født 25. marts 1972) er en israelsk politiker, der fra den 13. juni 2021 til 30. juni 2022 var Israels premierminister. I perioden 2019 til 2020 fungerede han som Israels forsvarsminister. Han har endvidere tidligere, i perioden 2013 til 2015, fungeret som økonomiminister samt minister for religiøse tjenester, ligesom han i perioden 2015 til 2019 fungerede som undervisningsminister. 
Bennett er stifter af den udenomsparlamentariske bevægelse Mit Israel og var i perioden 2012 til 2018 leder for det højreorienterede og religiøse politiske parti Det jødiske hjem. Han var medlem af det israelske parlament Knesset for partiet New Right, som er del af den højreorienterede politiske alliance, Yamina. Han blev første gang valgt til  Knesset ved valget i 2013.
Bennetts er født og opvokset i Haifa af forældre der immigrerede fra USA. Han har deltaget i adskillige kampoperationer og gjort tjeneste i Sayeret Matkal og Maglan, som er to specialstyrkeenheder i Israels forsvar. Efter sin militærtjeneste blev Bennett iværksætter inden for softwarebranchen. Han var i 1999 med til at stifte, og medejer, af det amerikanske selskab Cyota, som beskæftigede sig med at udvikle forskellige løsninger til bekæmpelse af online-svig (fokus på netbanksbedrageri, e-handelssvig og phishing). Virksomheden blev solgt i 2005 for $145 millioner. Han har også fungeret som administrerende direktør for Soluto, en israelsk cloud computing-tjeneste, der blev solgt i 2013 for mellem $100-130 mio.
Bennett gik ind i politik i 2006, hvor han fungerede som stabschef for Benjamin Netanyahu indtil 2008.